# Nadja Evelina
Nadja Evelina Olofsson, känd under artistnamnet Nadja Evelina, född 21 november 1995 i Bollnäs, är en svensk popartist och låtskrivare.
Nadja Evelina gick estetiskt gymnasium i Bollnäs. Efter gymnasiet flyttade hon till Örnsköldsvik och utbildningen Musikmakarna. Under tiden som Nadja Evelina gjorde praktik hos Marit Bergman skrev hon låten Finast utan filter, som blev hennes debutsingel 2016. Singeln fick stort genomslag och spelades flitigt. Nadja Evelina bjöds även in för att spela låten live i Lotta på Liseberg. Den följdes upp med duetten Fastnat för dig som skrevs och spelades in tillsammans med Jonas Lundqvist.
2019 släppte Nadja Evelina sitt debutalbum Vi? på det egna skivbolaget Hjärtat Recordings. Uppföljaren Aska, glitter och annat som försvinner med vinden släpptes 7 maj 2021. Hennes tredje album En popprinsessas dagbok kom 25 oktober 2024.

## Diskografi

### Album
- 2019 - "Vi?"
- 2021 - "Aska, glitter och annat som försvinner med vinden"
- 2024 - "En popprinsessas dagbok"

### EP
- 2017 - "Aldrig samma/Alltid samma"

### Singlar
- 2016 - "Finast utan filter"
- 2016 - "Fastnat för dig" med Jonas Lundqvist
- 2017 - "Ni två"
- 2018 - "Jag vet"
- 2019 - "Öppna ögon"
- 2019 - "Beach House"
- 2019 - "Rymmer"
- 2019 - "Stämpeln på min hand"
- 2021 - "Små"
- 2021 - "Vadfanärdetmedmig"
- 2021 - "Vi forever" med Llojd
- 2021 - "Störst i världen"
- 2021 - "Piller"
- 2024 - "Fuck up"

### Gästsinglar
- 2018 - "Nästan ingenting" med Karakou